# Edward Theuns
Edward Theuns   (Gant, 30 d'abril de 1991), és un ciclista belga, membre de l'equip Lidl-Trek. De les seves victòries destaca el Tour de Drenthe de 2015.

## Palmarès
- 2010
  - Vencedor d'una etapa del Triptyque des Monts et Châteaux
- 2013
  - Vencedor d'una etapa del Triptyque des Monts et Châteaux
  - Vencedor d'una etapa de la Volta a Flandes Oriental
- 2014
  - 1r al Gran Premi de la vila de Zottegem
- 2015
  - 1r al Gran Premi de la vila de Zottegem
  - Vencedor d'una etapa dels Quatre dies de Dunkerque
  - Vencedor d'una etapa del Eurométropole Tour
- 2016
  - Vencedor d'una etapa a la Volta a Bèlgica
- 2017
  - Vencedor d'una etapa al BinckBank Tour
  - Vencedor d'una etapa a la Volta a Turquia
- 2019
  - 1r al Primus Classic
- 2021
  - Vencedor d'una etapa a la Volta a Hongria
- 2025
  - 1r a la  Bredene Koksijde Classic

### Resultats al Tour de França
- 2016. Abandona (13a etapa)
- 2018. 88è de la classificació general
- 2020. 119è de la classificació general
- 2021. 104è de la classificació general
- 2025. 159è de la classificació general

### Resultats a la Volta a Espanya
- 2017. 91è de la classificació general
- 2019. 133è de la classificació general
- 2023. 128è de la classificació general

### Resultats al Giro d'Itàlia
- 2022. 131è de la classificació general
- 2024. 113è de la classificació general